# (16516) Efremlevitan
(16516) Efremlevitan est un astéroïde de la ceinture principale.

## Description
(16516) Efremlevitan est un astéroïde de la ceinture principale. Il fut découvert le 15 novembre 1990 à Naoutchnyï par Lioudmila Tchernykh. Il présente une orbite caractérisée par un demi-grand axe de 2,29 UA, une excentricité de 0,15 et une inclinaison de 3,4° par rapport à l'écliptique.

## Compléments